# تپه هندوکشته
تپه هندوکشته مربوط به سده‌های ۷–۳ ه.ق است و در شهرستان زهک، بخش جزینک، دهستان خمک، ۶۰۰ متری غرب روستای لچوی، ۵۰ متری جنوب غرب روستای متروکه فیض آباد واقع شده و این اثر در تاریخ ۲۳ بهمن ۱۳۸۵ با شمارهٔ ثبت ۱۷۳۲۲ به‌عنوان یکی از آثار ملی ایران به ثبت رسیده است.